# Península d'Adelaida
La península d'Adelaida (en Inuktitut Illuiliq) és una gran península del Nunavut a l'estat del Canadà. Està situada al sud de l'illa del Rei Guillem i el seu nom és en honor de la reina Adelaida, consort del rei Guillem IV del Regne Unit. El 1839 Thomas Simpson i Peter Warren Dease. A Starvation Cove, a l'extrem septentrional de la península, s'hi van trobar les restes més meridionals de qualsevol dels supervivents de l'expedició perduda de John Franklin de 1845 a 1848.